# Борен
 Тази статия е за града в Белгия.  За други значения на Борен вижте Борен (пояснение).  
Борен (на френски: Beauraing) е град в Южна Белгия, окръг Динан на провинция Намюр. Населението му е около 8300 души (2006).